# Impasse Amelot
Pour les articles homonymes, voir Amelot.
Ne doit pas être confondu avec Rue Amelot.
L'impasse Amelot est une impasse du 11e arrondissement de Paris. 

## Origine du nom
Elle porte le nom du secrétaire d'État à la Maison du Roi de Louis XVI, Antoine-Jean Amelot de Chaillou, en raison de sa proximité avec la rue éponyme.

## Historique
Créée à la fin du XVIIIe siècle, cette impasse s'appelait alors « impasse des Jardiniers ». Elle prend sa dénomination actuelle par arrêté du 1er février 1877.
Lors de l'aménagement de l'îlot Richard-Lenoir-Amelot, une partie de la rue a été supprimée.